# Пизмоу Бийч (Калифорния)
Пѝзмоу Бийч, среща се и като Пѝсмоу Бийч, (на английски: Pismo Beach, звуков файл и буквени символи за проиношението ) е град в окръг Сан Луис Оубиспоу в щата Калифорния, САЩ. Пизмоу Бийч е с население от 8551 жители (2000) и обща площ от 34,80 км² (13,40 мили²).